# Acquainted
Acquainted è un singolo del cantante canadese The Weeknd, pubblicato il 2 febbraio 2016 come sesto estratto dal secondo album in studio Beauty Behind the Madness.

## Classifiche
| Classifica (2015-16) | Posizione massima |
| -------------------- | ----------------- |
| Canada               | 79                |
| Stati Uniti          | 60                |
| Stati Uniti (R&B)    | 22                |